# Pleomorfický xanthoastrocytom
Pleomorfický xanthoastrocytom, někdy též pleiomorfický xanthoastrocytom, je nádor podpůrných mozkových buněk astrocytů, zpravidla při jejich mitóze vyskytující se u starších dětí (průměr 12 let). Postižena bývá lokace nad tentorium cerebelli, mozková plena, vzácně i mícha.

## Diagnóza
Užívá se specifické barvení na CT a MRI, je velice snadno detekovatelný. U většiny nemocných lze dosáhnout dlouhodobého přežívaní či úplného vyléčení. Dlouhodobé přežití při úplném odstranění převyšuje 90 %, při neúplném 50 %.

## Léčba
Primární léčbou je chirurgické odstranění, při jejich opakování se užívá i radioterapie.